# Crematogaster australis
Crematogaster australis är en myrart som beskrevs av Mayr 1876. Crematogaster australis ingår i släktet Crematogaster och familjen myror.

## Underarter
Arten delas in i följande underarter:
- C. a. australis
- C. a. chillagoensis
- C. a. sycites